# Дом-музей искусства Уистлера
Дом-музей искусства Уистлера (англ. Whistler House Museum of Art; WHMA) — художественный музей, расположенный в доме где 11 июля 1834 года родился художник Джеймс Уистлер. Расположен по адресу: улица Уортен, 243, Лоуэлл, штат Массачусетс, США. В музее представлены работы Уистлера.

## История дома
Дом был построен в 1823 году компанией Locks and Canals для их управляющего. Пол Муди, механик и изобретатель, был первым жителем дома.
В 1834 году Джордж Уистлер, став главным инженером поселился в доме со своей женой Анной Матильдой Мак-Нейл Уистлер. Их сын Джеймс Уистлер родился там 11 июля 1834 году.
В 1837 году в дом переехал Джеймс Б. Фрэнсис, занявший пост главного инженера, а Уистлеры переехали в Россию. Джеймс Фрэнсис со своей женой Сарой воспитали здесь шестерых детей.
В 1907 году дом был куплен Lowell Art Association, Inc., и в 1908 году преобразован в музей.

## Экспозиция
На первом и втором этажах располагается постоянная экспозиция, включая одну комнату, посвященную офортам Джеймса Уистлера. В мансарде расположена мастерская художника. В задней части дома находится Галерея Паркер, где выставляются новые экспонаты.